# Mount Weddell
Mount Weddell är ett berg i territoriet Falklandsöarna (Storbritannien). Det ligger i den västra delen av landet, 210 km väster om huvudstaden Stanley. Toppen på Mount Weddell är 379 meter över havet. Mount Weddell ligger på ön Weddell Island.
Terrängen runt Mount Weddell är kuperad västerut, men österut är den platt. Havet är nära Mount Weddell österut. Mount Weddell är den högsta punkten i trakten. Trakten runt Mount Weddell är nära nog obefolkad, med mindre än två invånare per kvadratkilometer. Trakten runt Mount Weddell består i huvudsak av gräsmarker.